# Pic Mitre (Pakistan)
El Pic Mitre (en urdu: مائٹر چوٹی) és una muntanya que s'alça fins als 6.010 msnm. Es troba a la serralada Masherbrum. una secció de gran serralada del Karakoram, al costat de Concòrdia a Gilgit-Baltistan, Pakistan.
El Pic Mitre marca la confluència de les glaceres de Baltoro, la glacera del Gasherbrum que arriba del sud-est, i la glacera de Godwin-Austen que arriba del nord-est. Es troba just davant del Broad Peak, la dotzena muntanya més alta de la Terra.
La primera ascensió d'aquest cim va tenir lloc el 2 de juny de 1980 per part del francès Ivan Ghirardini, que la va fer en solitari.

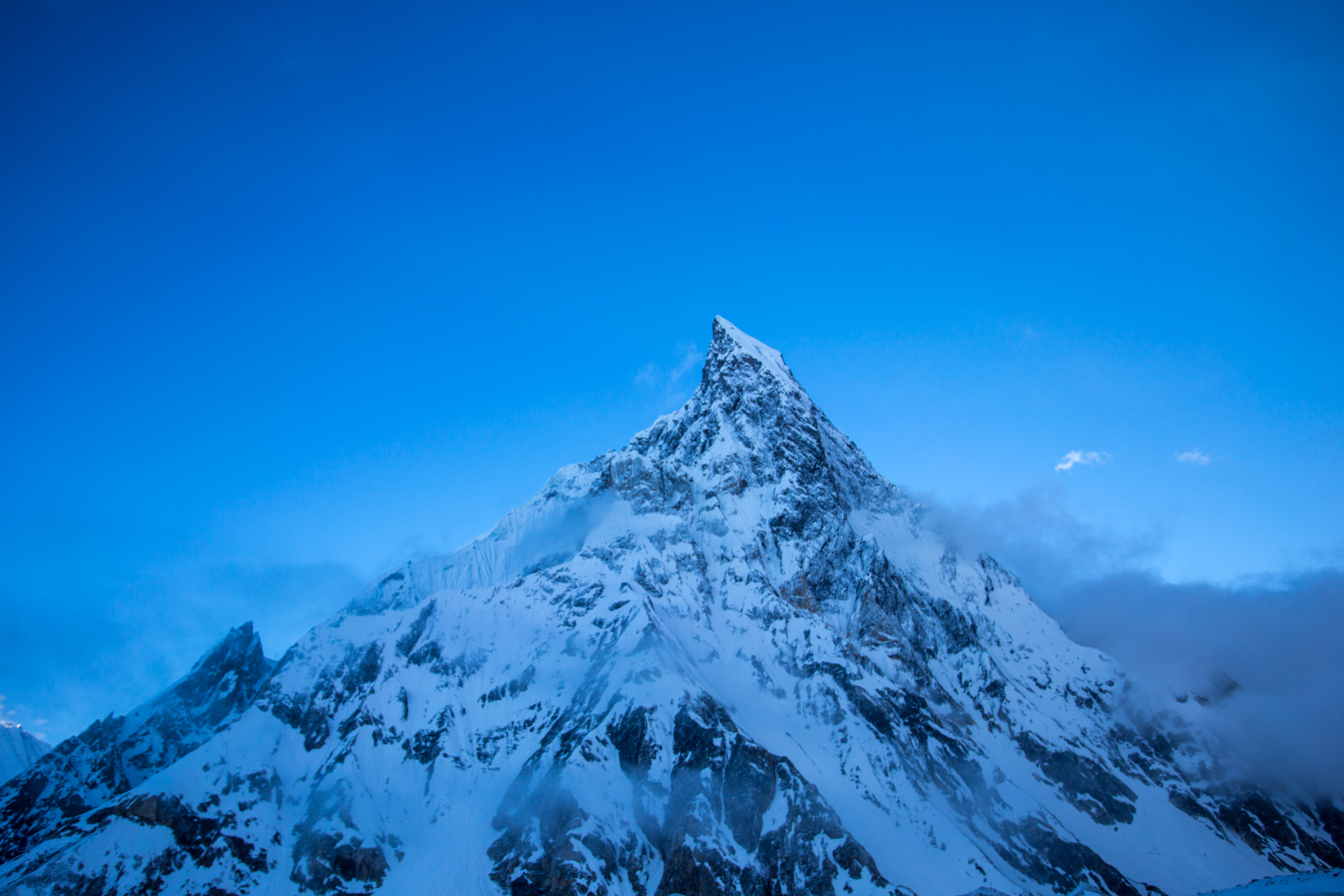
Pic Mitre vist des del campament de Concòrdia, juny 2014